# Josef Franz Thiel
Josef Franz Thiel (* 18. September 1932 in Filipowa (kroatisch Filipovo), Vojvodina, Königreich Jugoslawien; † 8. April 2024) war ein deutscher Ethnologe und Professor für Ethnologie mit Schwerpunkt Afrika.

## Leben
Josef Franz Thiel, Sohn von Eva Thiel, geborene Zollitsch, und des Tischlers Balthasar Thiel, wurde 1932 in Filipovo geboren. Von 1953 bis 1960 studierte er an der Universität Wien Philosophie, Ethnologie und Theologie. Er trat 1953 der Gesellschaft des Göttlichen Wortes bei und nahm sein Noviziat im Missionshaus St. Gabriel auf. Durch die Kurse von Paul Schebesta entwickelte Thiel ein wachsendes Interesse an Ethnologie und Medizin. Nachdem er seine theologische Ausbildung abgeschlossen hatte, ging Thiel 1961 in die Republik Kongo. Dort arbeitete er nicht nur als Missionar und forschte vor Ort, sondern half auch bei der Einrichtung von Bildungs- und Gesundheitsprogrammen. 1964 zog Thiel nach Paris, wo er an der Universität Paris bis 1969 Soziologie studierte und das Studium 1966 als Diplom-Soziologe abschloss. Georges Balandier und Paul Mercier waren unter seinen Lehrern. Er arbeitete am Anthropos-Institut und war von 1969 bis 1977 Chefredakteur der Zeitschrift Anthropos. An der Pariser Sorbonne wurde er 1970 promoviert. Nach seiner Habilitation 1974 in Bonn lehrte er zudem an der Universität Bonn und wurde dort 1976 außerplanmäßiger Professor. Von 1977 bis 1984 wirkte er auch als wissenschaftlicher Leiter am Haus Völker und Kulturen in Sankt Augustin. 1985 wurde er zum Direktor des Museums für Völkerkunde in Frankfurt am Main ernannt. Josef Franz Thiel war katholisch, ab 1975 verheiratet mit Monika Thiel, geborene Horstmann, hatte einen Sohn (Benjamin), lebte in Sankt Augustin und ging 1998 in den Ruhestand. Er sprach neben Deutsch, Französisch und Englisch auch Kikongo und Ungarisch.

## Schriften (Auswahl)
- La situation religieuse des Mbilm. 1972.
- Approches du sacré. 1975.
- Ahnen, Geister, Höchste Wesen. Religionsethnologische Untersuchungen im Zaïre-Kasai-Gebiet. Sankt Augustin 1977, ISBN 3-921389-55-0.
- Grundbegriffe der Ethnologie. Vorlesungen zur Einführung. Berlin 1980; weitere Auflage ebenda 1992, ISBN 3-496-00433-9.
- Christliche Kunst in Afrika. 1984.
- Religionsethnologie. Grundbegriffe der Religionen schriftloser Völker. Berlin 1984, ISBN 3-496-00784-2.
- Jahre im Kongo. Missionar und Ethnologe bei den Bayansi. Frankfurt am Main 2001, ISBN 3-87476-381-1.